# 불평등 조약

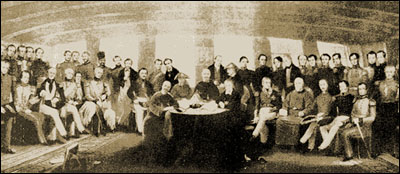

불평등 조약(不平等條約, 영어: unequal treaty)은 조약을 맺은 두 나라 사이에서 한 나라에게 불리한 조건을 지게 맺어진 조약을 가리킨다. 대개 강대국보다 약소국에게 불리한 경우가 많다.
주로 19세기 말에서 20세기 초, 동아시아의 중국, 한국, 일본 등이 서양의 제국주의의 압력에 굴해 맺은 일련의 불평등한 조약을 말한다.

## 근대 한국의 불평등 조약
- 강화도 조약 1876년 (일본)
- 조미 수호 통상 조약 1882년 (미국)
- 을사조약
- 한일 병합 조약

## 근대 중국의 불평등 조약
- 난징 조약 1842년 8월 (영국)
- 톈진 조약 1858년 8월 (러시아, 미국, 영국, 프랑스)

## 근대 일본의 불평등 조약
- 미일화친조약 1854년 (미국)
- 미일수호통상조약 1858년 (미국)

## 같이 보기
- 백년국치
- 종속국
- 조계
- 최혜국 대우
- 괴뢰정권
- 아시아의 환자